# Di truyền học tế bào

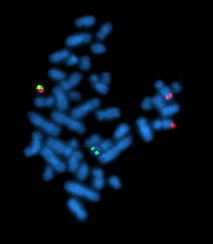
A metaphase cell positive for the BCR/ABL rearrangement using FISH

Di truyền học tế bào là một nhánh của di truyền học, nghiên cứu cách mà các nhiễm sắc thể liên quan tới hành vi của tế bào, cụ thể là tới hành vi của chúng trong nguyên phân và giảm phân. Các kĩ thuật được sử dụng bao gồm karyotyp, phân tích các nhiễm sắc thể băng G, các kĩ thuật nhuộm băng di truyền học tế bào khác, cũng như di truyền học tế bào phân tử ví dụ như lai tại chỗ huỳnh quang (FISH) và lai so sánh bộ gien (CGH).

## Ứng dụng vào sinh học

### Công trình của McClintock trên ngô
Barbara McClintock bắt đầu sự nghiệp của mình với tư cách là một nhà di truyền học tế bào ngô. Vào năm 1931, McClintock và Harriet Creighton đã mô tả rằng sự tái kết hợp về mặt tế bào học của các nhiễm sắc thể được đánh dấu thì tương quan với sự tái kết hợp của các tính trạng gen. McClintock, trong khi đang ở Viện Carnegie, tiếp tục các nghiên cứu trước đó về các cơ chế của việc đứt gãy và kết hợp nhiễm sắc thể ở ngô. Bà nhận diện một sự kiện đứt gãy nhiễm sắc thể cụ thể mà luôn xảy ra ở cùng một locus trên nhiễm sắc thể ngô số 9, mà bà đặt tên là "Ds" hay locus "phân ly" ("disociation" locus). McClintock tiếp tục sự nghiệp của bà trong ngành di truyền học tế bào, nghiên cứu các cơ chế và sự kế thừa của các nhiễm sắc thể vòng và bị gãy của ngô. Trong các công trình di truyền học tế bào của bà, McClintock khám phá ra transposon, một phát hiện mà cuối cùng giúp bà giành được một Giải Nobel vào năm 1983.